# Черемошенцев Володимир Олексійович
Володимир Олексійович Черемошенцев (рос. Владимир Алексеевич Чермошенцев; нар.1927, Росія) — учасник українського руху опору під час Другої світової війни. Воїн УПА (підпільні псевдо «Джура», «Жора»). Ординарець Юрія Чуйковського («Юрко») — сотенного, потім курінного командира УПА. Стрілець загону Служби безпеки ОУН «Кура». Військовий мемуарист. Росіянин.
В'язень ГУЛАГ СССР.

## Біографія
Народився в нижньому Поволжі, на території РСФСР, у російській родині. Батька Олексія Яковича вбили 1933 року під час голоду, за те, що вдруге став у чергу за баландою, щоб нагодувати сина, якого тримав на руках і у якого перша порція трав'яний юшки тільки ще більше розпалила голод. У тому ж році убиті голодом сестри Тоня і Марія. 1933 року з матір'ю та тіткою, рятуючись від голоду, переїхав до України, однак тут масштаби Голодомору були набагато більші. Сім'я подалася далі, до Криму.
Закінчивши початкову школу в нинішньому с. Поштовому Бахчисарайського району, був чабаном. 1942 року на вулиці Сімферополя схоплений німецьким патрулем і вивезений на роботи до Німеччини у табір, де виготовляли кокс. Через виснаження його перевели в табір для хворих, який охоронявся недбало. Втік, деякий час жив у собачій будці, харчувався тим, що давали собакам. Потім подався пішки в Україну. У Дубно Рівненської області його знову схопили німці і посадили в табір, щоб повторно відправити до Німеччини. Однак бранців звільнили загони УПА.

### У лавах УПА
Черемошенцев в загальному хаосі при нападі втік, переховувався у місцевих селян, поки не зустрівся в одному будинку з Ю.Чуйковськім («Юрко») — командиром сотні УПА на Дубенщині. Вирішив залишитися з повстанцями, став ординарцем «Юрка», який був сотенним, потім курінним командиром, інспектором збройних сил військової округи УПА «Богун».
Брав участь у боях з німцями, власовцями, поляками, військами НКВД. Мав поранення і контузію.
У великому бої 29 квітня 1944 року біля селі Перекалі Рівненської області з підрозділами 17 бригади ВВ НКВД на руках у Черемошенцева помер командир «Юрко». Тоді повстанці втратили не лише курінного, але й одного сотенного, 2-х чотових (взводних командирів) та 9 стрільців.
Після того Черемошенцев мобілізований до загону «Максима» (П. Пасевіч), потім — загону Служби безпеки ОУН «Кура». Під час однієї з операцій з прочісування місцевості, боївку вистежили і вночі на неї напали. Черемошенцев потрапив у полон.
В управлінні НКВД його катували: ламали ребра, руки, виривали нігті кліщами, вибили кілька зубів. Під час чергових тортур зголосився показати криївку, яка насправді вже давно не використовувалася повстанцями. А поки енкаведисти в цьому переконувалися, юнак, потрапивши момент, кинувся в лісову гущавину і втік.
Добрався до Криму, жив у матері без документів на нелегальному становищі.
Потрапив до рук міліції (крадіжка винограду). Про перебування в УПА міліції не було відомо. Засуджений на 10 років ВТТ. Відбував покарання у таборі ГУЛАГ СССР на лісоповалі в Кіровській (Вятської) області. Всього карався 7 років, зате після звільнення отримав паспорт.

### На волі
Після звільнення повертається до Криму, оселяється у місті Бахчисарай. Одружився, мав 4-х дітей: троє синів і дочка. Сини в квітучому віці, з тридцяти до сорока років померли від алкоголізму, а дочку задушив її власний чоловік. Померла і дружина Марія. Одружився вдруге з українкою Валентиною.
У 1990-х написав спогади про участь в українському визвольному русі, записаних в літературній формі письменником і народним депутатом Миколою Поровським і виданих 2006 року українською і російською мовою:
- «… І бурею битва гріміла: роман-хроніка, написань на Основі спогадів воїна Української Повстанської АРМІЇ Володимира Черемошенцева» — Рівне: Азалія, 2007.

- «… И бурею битва гремела: роман-хроника, написанный на основе воспоминаний воина Украинской Повстанческой Армии Владимира Черемошенцева» — Ровно: Азалия, 2007.

| Невже ми, росіяни, такі нікчемні люди, не можемо допомогти українцям побудувати свою державу? У кожного народу має бути свою державу. Хіба в Україні немає вже щирих українцем і всі вони сплять під березами?" "Скільки б зловмисники не обмовляли героїчну боротьбу УПА, нехай знають: сонця бруд не вимазати. Вічним пам'ятником воїнам УПА буде незалежну Українську державу" "Я клятву дав любити Україну, ось, український народ, я навіть пишаюся коли мене називають бандерівцем, так. Я ж бандерівець, а не хто-небудь. Не якийсь, розумієш, за когось, а за Україну". |

### Після окупацієї Криму Росією
Після окупацієї Криму Росією змушений був знов тікати з Криму (уже в літньому віці), оскільки боявся російської влади, негативно налаштованої проти бандерівців. Оселився в місті Тернопіль. Обрав це місто, бо тут шанують вояків УПА.